# Marina Rajčić

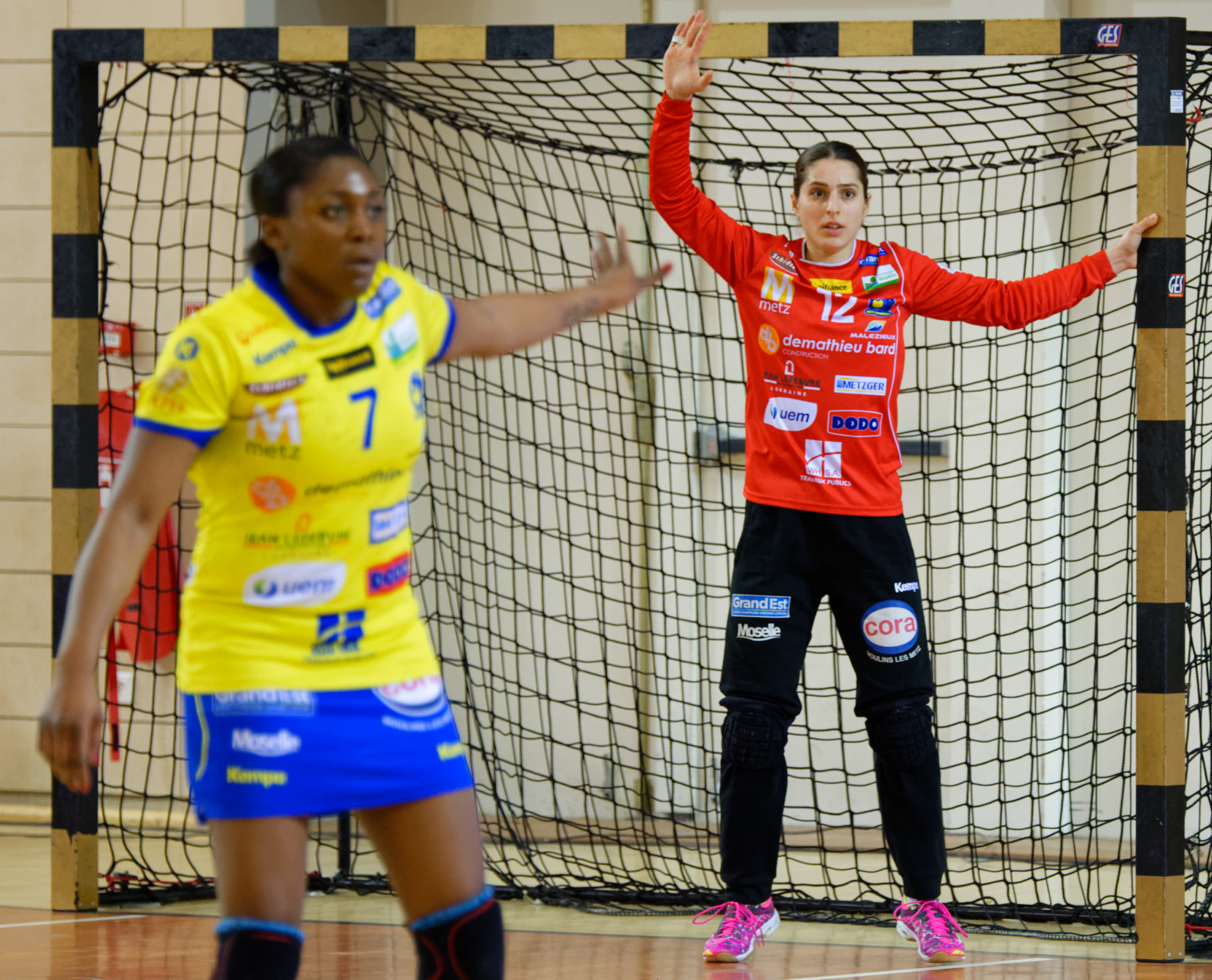
Marina Rajčić dans les buts de Metz en mars 2018.

Marina Rajčić, née Marina Vukčević le 24 août 1993 à Podgorica en République fédérale de Yougoslavie (aujourd'hui au Monténégro), est une handballeuse internationale monténégrine évoluant au poste de gardienne de but.
En équipe du Monténégro, elle a été championne d'Europe en 2012 et médaillée d'argent aux Jeux olympiques de 2012 à Londres.

## Biographie
Marina Rajčić est la sœur aînée de l'ailière monténégrine, Olivera Vukčević, qu'elle côtoie notamment à Metz Handball au début de la saison 2015-2016.
Sélectionnée très jeune avec le Monténégro, elle participe à 18 ans au championnat du monde 2011 au Brésil, où elle partage le poste de gardienne avec Sonja Barjaktarović. Pour sa première grande compétition, elle termine avec 31 % d'arrêts en six matchs.
Après avoir gagné sa place en équipe nationale, elle participe en 2012, toujours aux côtés de Sonja Barjaktarović, aux deux campagnes internationales et remporte une médaille d'argent aux Jeux olympiques de 2012 à Londres en août et un titre championne d'Europe en Serbie en décembre.
Avec son club de Budućnost Podgorica, elle participe aux campagnes victorieuses en Ligue des champions en 2012 et 2015 mais reste néanmoins dans l'ombre des titulaires Sonja Barjaktarović et Clara Woltering. 
Pour la saison 2015-2016, elle s'engage avec le Metz Handball. Elle participe à la conquête du 20e titre de champion de France du Metz Handball, grâce à une victoire en finale face à Fleury Loiret.
Elle est retenue en équipe du Monténégro pour disputer les Jeux olympiques 2016 à Rio de Janeiro, terminés à la 11e place
Durant la saison 2016-2017, elle prend part aux bons résultats du club de Metz qui remporte le championnat et la coupe de France, et réalise un excellent parcours européen, ne cédant qu'en quart de finale de la Ligue des champions face au futur vainqueur, Győri ETO KC. 
À l'automne 2017, durant la grossesse de Laura Glauser, elle devient gardienne numéro 1 du club et réalise d'excellentes performances. En octobre 2017, elle est élue meilleure joueuse du championnat pour le mois d'octobre, avec une moyenne de 44,6% d’arrêts sur ses quatre matchs disputés. À l'hiver 2018, après trois saisons à Metz, elle annonce retourner à Podgorica pour la saison suivante. En mai 2018, elle remporte son troisième titre de championne de France en battant Brest en finale, pour son dernier match avec le club lorrain.

## Palmarès

### Club
compétitions internationales
- vainqueur de la Ligue des champions en 2012 et 2015 (avec ŽRK Budućnost Podgorica)
- vainqueur de la Coupe d'Europe des vainqueurs de coupe en 2010 (ne participe pas à la finale) (avec ŽRK Budućnost Podgorica)
- vainqueur de la Ligue régionale des Balkans en 2010, 2011, 2012, 2013, 2014 et 2019 (avec ŽRK Budućnost Podgorica)

compétitions nationales
- vainqueur du Championnat du Monténégro en 2010, 2011, 2012, 2013, 2014, 2015, 2019 et 2021
- vainqueur de la Coupe du Monténégro en 2010, 2011, 2012, 2013, 2014, 2015, 2019 et 2021
- vainqueur du Championnat de France en 2016, 2017 et 2018
- vainqueur de la Coupe de France en 2017

### Équipe nationale
Jeux olympiques
- médaillée d'argent aux Jeux olympiques de 2012 à Londres
- 11e des Jeux olympiques de 2016 à Rio de Janeiro
- 6e des Jeux olympiques de 2020 à Tokyo

championnat du monde
- 10e du championnat du monde 2011
- 9e du championnat du monde 2013
- 8e du championnat du monde 2015
- 6e du championnat du monde 2017
- 5e du championnat du monde 2019
- 22e du championnat du monde 2021

championnat d'Europe
- 6e du championnat d'Europe 2010
- vainqueur du championnat d'Europe 2012
- 6e du championnat d'Europe 2014
- 13e du championnat d'Europe 2016
- 9e du championnat d'Europe 2018

autres
- troisième du championnat du monde junior en 2010

### Distinctions individuelles
- élue meilleure gardienne du championnat du monde junior en 2010[12]